# グラム・パーソンズ

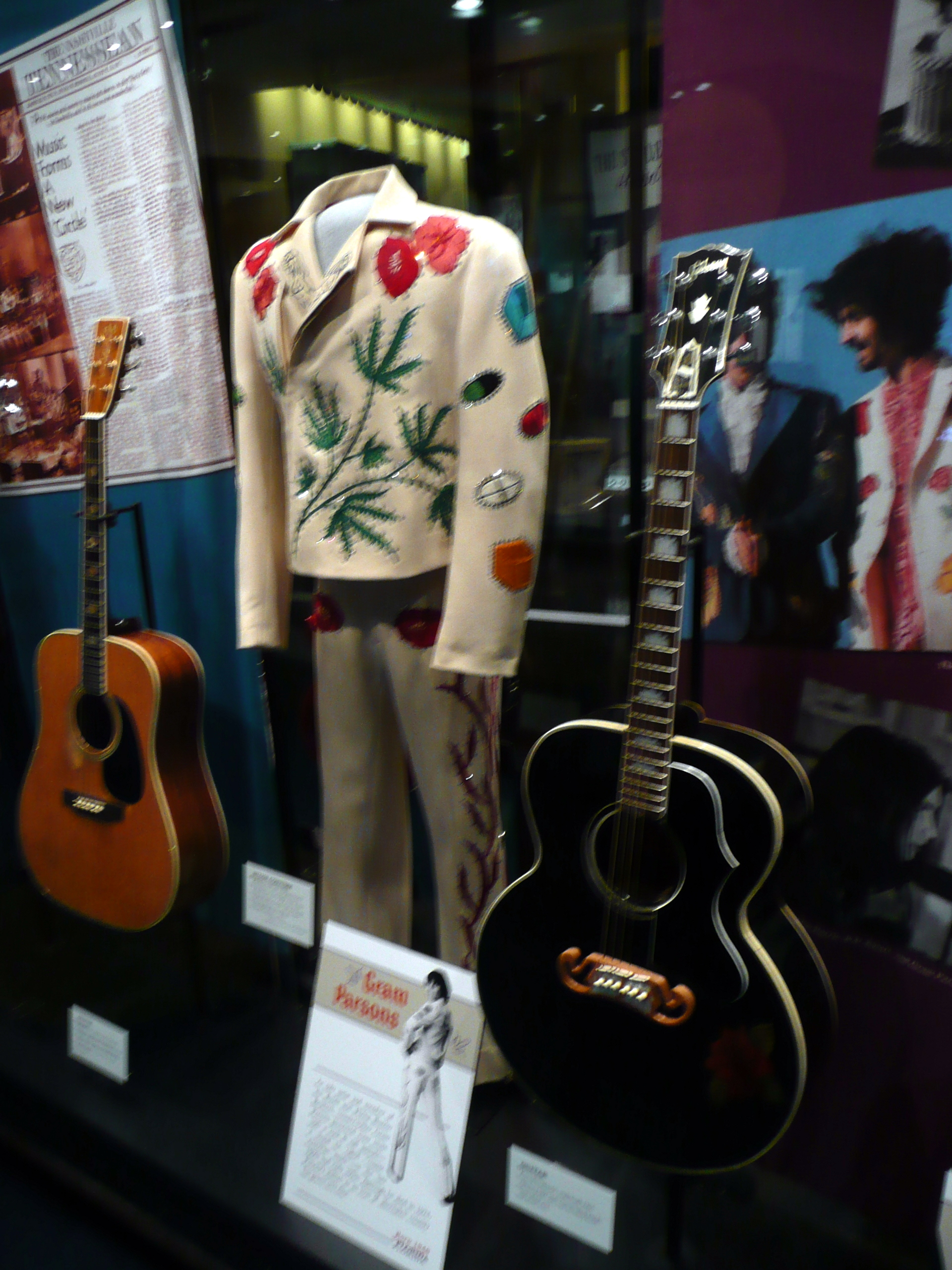
カントリー・ミュージックの殿堂の展示スペース

イングラム・セシル・コナー3世（英語: Ingram Cecil Connor III、1946年11月5日 - 1973年9月19日）は、グラム・パーソンズ（英語: Gram Parsons）の名で知られるアメリカ合衆国フロリダ州出身のシンガーソングライター。バーズのアルバム『ロデオの恋人』に参加し、カントリーロックという新たな流れを生み出したことで知られる。
「ローリング・ストーンの選ぶ歴史上最も偉大な100組のアーティスト」において第87位にランクインしている。

## 略歴
イングラム・セシル・コナー3世は1946年にフロリダ州ウィンターズヘイブンで誕生し、ジョージア州ウェイクロスで育った。実家は柑橘類を生産していた農家で、別荘をいくつか保有していた。父のイングラム・セシル・コナー2世は第二次世界大戦で飛行機操縦士として活躍した元軍人で、母のアビス・コナーは裕福な家庭に育った人物であった。しかし、アビスは鬱を発症し、イングラムと共にアルコール依存症に陥った。その後自殺したイングラムに代わり、ロバート・パーソンズがアビスと再婚したため、本人はイングラム・セシル・パーソンズに改名した。1965年、パーソンズがボレス高等学校を卒業した日に母が肝硬変で死去した。
一方、少年期から家庭内で問題が頻発する中、パーソンズは音楽へ強い関心を寄せ続けていた。1956年のエルヴィス・プレスリーによるウェイクロス公演が契機であるという。以来友人とロックンロールを演奏してきたパーソンズは、フォークバンドを1963年に結成し、コーヒーハウスや学校の体育館で演奏し始めた。一方バーズやボブ・ディランが主導するフォークロックが台頭する中、表現力の限界に達したパーソンズのバンドは解散を余儀なくされた。学業成績はそれ程優れてはいなかったが、提出した小論文が評価されたパーソンズは1966年にハーバード大学に入学する。神学専攻であったが、殆ど講義に出席しないまま1学期で退学、カントリーミュージックに傾倒した。
1966年にマサチューセッツ州ボストンでインターナショナル・サブマリン・バンドを結成、翌年カリフォルニア州ロサンゼルスに移住した。1968年にはアルバム『セーフ・アット・ホーム』を発表。その後バーズに加入し、『ロデオの恋人』(The Sweetheart of Rodeo)に参加した。パーソンズがバーズに持ち込んだカントリーミュージックは、酷似した嗜好を持っていたヒルマンの理解を得てバンドの音楽性を大きく変化させ、やがてカントリーロックの確立に貢献した。また、ローリング・ストーンズとの知己を得た際には、特にキース・リチャーズと深い親交を結んだ。一方、パーソンズは報酬の増額やバンドの改名(Gram Parsons and The Byrds)、自身が推薦するミュージシャンの採用などの要求を突きつけ、リーダーであったロジャー・マッギンの主導権を圧迫した。またバーズがグランド・オール・オプリに出演した際、予定に反して自作曲｢ヒッコリー・ウィンド｣(Hickory Wind)を突如演奏し始め、メンバーや関係者を困惑させた。『ロデオの恋人』完成後に開催されたイングランド公演を終えると、パーソンズは帰国を拒否し、ローリング・ストーンズとの時間を満喫した。その後、公演が開催される南アフリカ共和国への渡航を拒否し、再びローリング・ストーンズのスタジオ作業に参加した。これを理由にパーソンズはバーズから僅か数ヶ月で解雇された。
1968年、同じくバーズを脱退したクリス・ヒルマンらとフライング・ブリトー・ブラザーズを結成。1969年に『黄金の城』(The Gilded Palace of Sin)、1970年に『ブリトー・デラックス』(Burrito Deluxe)を発表した。ヒルマンが「グラムは僕らとではなく、キースと一緒にいたかったんだよ」と語っているように、パーソンズとローリング・ストーンズとの親交は続いていた。従って、フライング・ブリトー・ブラザーズはローリング・ストーンズの楽曲「ワイルド・ホース」(Wild Horse)を、『スティッキー・フィンガーズ』(Sticky Fingers)発売よりも1年前に発表することができた。
一方でパーソンズの問題行動は収まらず、薬物や酒による無断欠勤や遅刻が常態化していた。1970年、激怒したヒルマンによってパーソンズはフライング・ブリトー・ブラザーズを解雇された。
同年、ジャニス・ジョプリン、ザ・バンド、グレイトフル・デッド、バディ・ガイと共にカナダを鉄道で回るツアーを行う。その模様は、後に映画『フェスティバル・エクスプレス』として公開された。その後は本格的なソロ活動を開始、1973年に初のアルバム『GP』を発表。ジェームズ・バートン（エルヴィス・プレスリーのバック・ギタリスト）、リック・グレッチ（元ブラインド・フェイス）、エミルー・ハリス等の豪華ゲストを起用した作品である。しかし、商業的成功を収めることはできなかった。
ソロ第2弾『グリーヴァス・エンジェル』を制作するが、発売前の1973年9月19日、カリフォルニア州のジョシュア・ツリー国立公園そばのモーテルJoshua Tree Innの8号室で、麻薬の過剰摂取により死去。26歳没。1974年になって、『グリーヴァス・エンジェル』は彼の遺作として発表された。

## ディスコグラフィー

### バーズ
- ロデオの恋人（1968年）

### THE FLYING BURRITO BROTHERS
- The Gilded Palace Of Sin（1969年）
- Burrito Deluxe（1970年）

### ソロ
- GP（1973年）
- Grievous Angel（1974年）